# Elisabeth Blanctorche
Elisabeth Blanctorche (エリザベート・ブラントルシュ Erizabēto Burantorushu?, algunas veces romanizado como Elisabeth Branctorche) es uno de los tres personajes originales que debutó en The King of Fighters XI. Su concepto de personaje inicial era que fuese el rival de Ash aunque los desarrolladores decidieron cambiar su importancia y que fuese una "actriz principal". Su Apodo oficial es el Rayo de Luz.
Su diseño anterior en KOF XI se parecía a una hípica más dura, incluyendo un corto látigo que mantuvo la idea de los movimientos cortos y rápidos. Los desarrolladores también describen su estilo de lucha como “ortodoxo con trucos sutiles” a pesar de su moveset mínimo.

## Historia
Elisabeth es la última Superviviente del Clan Blanctorche restantes, una familia de nobles de Francia, que supuestamente sirven para  proteger a los inocentes. Ella es amiga de la infancia de Ash Crimson que fueron criados en la misma mansión juntos. Solía actuar como su figura de hermana mayor, hasta que un incendio quemó la casa y muchos de sus compañeros del clan Blanctorche quedaron en el suelo. Como el único Superviviente del Clan Blanctorche, vive con su mayordomo, Jacques, cerca de los restos de una casa de su familia en Francia. 
Ella invita a Benimaru Nikaido y Duo Lon inicialmente a Francia para revelar que ella sabe de la traición de Ron y el incendio de la aldea Hizoku. Ellos le informaron del robo de Ash Crimson sobre el Espejo de Yata de Chizuru Kagura y ella decide unirse a ellos en el Torneo The King of Fighters XI. Con el interés  de detener a Ash, forman el equipo rival y ella finalmente regaña a Ash, porque el olvido su verdadera  misión. Aunque Ash sorprendido por las nuevas competencias, Elisabeth jura detenerle en su equipo final. 
Según los datos oficiales del sitio de KOF XI, es ella quien derrotó a Magaki y ganó el torneo de KOF XI.
Antes de reunirse con Duo Lon y Shen Woo, ella vuelve a visitar la mansión incendiada en la que Ash pasó su infancia, con un puñado de fotografías de la zona en la mano. Durante su encuentro con sus invitados (Shen Woo y Duo Lon), Elisabeth se da cuenta de sus intenciones de unirse al torneo The King of Fighters XIII con ella como capitana y la ubicación de Ash en París. Aunque ella apenas lo echaba de menos, Elisabeth sabe que él estaba allí y fortalece la voluntad para detenerlo.

## Personalidad
Ella es un miembro de clase alta muy serio y estricto de la nobleza. Una vez que ella se propone algo, ella hará todo lo que sea para conseguirlo. Quizás debido a su crianza, no considera urgente mantener siempre sus reuniones puntuales con sus compañeros de equipo de menor clase, Aunque ella es quien los invita a su morada. 
Ella solía pensar con cariño de Ash como su hermano menor, pero desde entonces  se preparó para detenerlo a cualquier precio. Elisabeth encuentra condolencia con su mayordomo Jacques, persona agradable de avanzada edad, ya que es el único que conoce a su lado los detalles de su pasado con Ash Crimson.

## Poderes
- Teletransportación :Elisabeth se puede teletransportar a velocidades increíbles.
- Ictiokinesis :Elisabeth tiene el poder para controlar la luz.
- La creación de la Luz :Elisabeth puede crear la luz fuera de ninguna parte.
- Ataque de Luz :Elisabeth puede crear cinco proyectiles de corto variados de luz dañina.
- Rayo de luz :Elisabeth pueden atrapar a sus oponentes en un haz de luz.
- Campo de Luz :Elisabeth puede crear  luz perjudicial en el área alrededor de ella.
- 'Inexplicable de energía' :Elisabeth a veces puede sentir la presencia de Ash y utiliza esta capacidad de afirmar su paradero.

## Apariciones
- The King of Fighters XI
- The King of Fighters XII
- The King of Fighters XIII
- The King of Fighters XIV (Historia y Ending del Official Invitation Team)
- The King of Fighters XV